# Gruczoł ekrynowy
Gruczoły ekrynowe – występują w całej skórze człowieka z wyjątkiem czerwieni wargowej, powierzchni wewnętrznej napletka, żołędzi prącia, łechtaczki i warg sromowych mniejszych. Najwięcej jest ich w skórze dłoni i stóp. W skórze występuje około 2-5 milionów. Pot jest wydzielany pod wpływem impulsów z układu nerwowego.